# El Capulín, Chiconquiaco
El Capulín är en ort i Mexiko.   Den ligger i kommunen Chiconquiaco och delstaten Veracruz, i den sydöstra delen av landet, 250 km öster om huvudstaden Mexico City. El Capulín ligger 1 288 meter över havet och antalet invånare är 819.
Terrängen runt El Capulín är kuperad åt sydväst, men åt nordost är den bergig. Runt El Capulín är det ganska glesbefolkat, med 48 invånare per kvadratkilometer. Närmaste större samhälle är Alto Lucero, 12,5 km söder om El Capulín. I omgivningarna runt El Capulín växer huvudsakligen savannskog.